# Чжелайчжай
38°08′49″ пн. ш. 102°11′10″ сх. д. / 38.147° пн. ш. 102.186° сх. д.
Чжелайчжай (спрощ.: 者来寨; кит. трад.: 者來寨; піньїнь: Zhěláizhài) — село на краю пустелі Гобі в провінції Ганьсу (Китай). Місцевість була перейменована на честь давнього повіту Ліцянь і розташована в містечку Цзяоцзячжуан повіту Юнчан. Підозрюють, що деякі сучасні мешканці Чжелайчжай, нині відомого як село Ліцянь, є нащадками групи римських солдатів, які так і не були знайдені після того, як потрапили в полон у битві при Каррах. Хоча ця історія була вхоплена деякими жителями регіону, нещодавні події показали, що ця концепція має серйозні недоліки.

## Міф про загублених римлян
Чжелайчжай привернув до себе велику увагу міжнародних ЗМІ та дослідників завдяки гіпотезі, яка стверджує, що його мешканці, можливо, походять від римлян. Територія колишнього повіту Ліцянь відома характерним зовнішнім виглядом своїх мешканців. Серед населення частіше зустрічаються риси, поширені в Європі, такі як орлиний ніс, світле або русяве волосся, блакитні або зелені очі та відносно світлий відтінок шкіри. У 1940-х роках професор історії Китаю в Оксфордському університеті Гомер Г. Дабс припустив, що жителі Ліцяню походять від римських легіонерів, які потрапили в полон у битві при Каррах. Було проведено кілька досліджень теорії Дабса. На сьогодні в Чжелайчжаї не було виявлено жодних артефактів, які могли б підтвердити римську присутність, таких як монети або зброя. Роб Гіффорд, коментуючи теорію, назвав її одним з багатьох «сільських міфів».
Історичні записи про село свідчать, що воно було засноване полоненими учасниками Таласької битви 36 року до нашої ери. У книзі з географії східної династії Хань записано, що «місцеві жителі називають своїх предків римських військовополонених Ліцзянь» — китайський термін, що означає «греко-римське походження».
Генетичне тестування 2005 року показало, що 56% ДНК деяких мешканців Чжелайчжаю можна віднести до європеоїдної раси, але не визначило їхнє походження. Подальше дослідження ДНК 2007 року показало, що батьківська генетична варіація не підтверджує римське походження найманців і що сучасне населення Ліцянь генетично відповідає підгрупі китайської більшості хань.

## Географія
Чжелайчжай лежить у коридорі Хесі в північному регіоні Китаю, на східному краю пустелі Гобі. Це сільська місцевість, найближче місто розташоване за 300 кілометрів.